# Car Seat Headrest
Car Seat Headrest ist eine US-amerikanische Indie-Rock-Band um den Multiinstrumentalisten Will Toledo. Ursprünglich aus Leesburg (Virginia) kommend, ist die Band aktuell in Seattle beheimatet. Toledo initiierte Car Seat Headrest als Soloprojekt im Jahr 2010 und veröffentlichte seither zwölf Alben auf der Online-Musikplattform Bandcamp. Im Jahr 2015 unterzeichnete die Band, die zu dieser Zeit eine Erweiterung der Besetzung erfuhr, einen Vertrag mit Matador Records.

## Geschichte
Singer-Songwriter Will Toledo (bürgerlich William Barnes) begann im Jahr 2010 als Soloprojekt, erste Alben unter dem Namen Car Seat Headrest zu veröffentlichen. Über den Sommer entstanden vier, nicht weiter betitelte Alben. Zuvor schlug sein Versuch fehl, unter Nervous Young Men ein Publikum anzusprechen, mit Car Seat Headrest gab er sich stilistisch experimenteller. Der Name geht auf den Ort der Gesangsaufnahmen der ersten Alben zurück, für welche Toledo sich auf die Rückbank seines Autos zurückzog. Ferner ist die Kopfstütze das Erkennungszeichen und Hauptmotiv der ersten Albumcovers.
Mit My Back Is Killing Me Baby erfolgte 2011 die Veröffentlichung des ersten betitelten Album, welches sich aus den zuvor erschienenen EPs Sunburned Shirts und 5 bediente. Im November desselben Jahres veröffentlichte Toledo zum ersten Mal das Konzeptalbum Twin Fantasy. Da Toledo zunächst von größeren Musiklabels abgewiesen wurde, gab er alle bisherigen Alben auf der Musikplattform Bandcamp selbst heraus. Dort erschienen in den zwei folgenden Jahren ebenfalls die Alben Monomania und Nervous Young Man.
Im September 2015 schlossen Car Seat Headrest einen Plattenvertrag mit dem Indie-Label Matador Records. Zu dieser Zeit begab sich Toledo auf die Suche nach weiteren Bandmitgliedern und wurde mit Schlagzeuger Andrew Katz und Bassisten Jacob Bloom, welcher später durch Ethan Ives ersetzt wurde, fündig. Bereits im Oktober 2015 veröffentlichten Car Seat Headrest auf Matador ihr erstes Album Teens of Style, welches eine Kompilation aus neuaufgenommenen, bereits erschienenen Songs verschiedener Alben war.
Komplettiert wurde die Band durch den Bassisten Seth Dalby, nachdem Ives an die Gitarre wechselte. Das erste vollständig neue Studioalbum Teens of Denial veröffentlichte Car Seat Headrest 2016. Sowohl beim Publikum als auch in Fachkreisen wurde es positiv aufgenommen und brachte der Band neue Popularität.
Nachdem bereits im Dezember 2017 an verschiedenen Orten im Internet, namentlich Spotify, Amazon und Reddit, ohne weiteren öffentlichen Kommentar Auszüge einer Neuaufnahme von Twin Fantasy erschienen waren, erklärte Matador Records im Januar 2018 ebendieses unter dem Titel Twin Fantasy (Face to Face) zu planen. Die ursprüngliche Version des Albums wurde in Twin Fantasy (Mirror to Mirror) umbenannt.
Im Mai 2020 veröffentlichte Car Seat Headrest das Album Making a Door Less Open. Obwohl auch substanzielle Parallelen zu früheren Werken gezogen werden konnten, zog sich durch das gesamte Album, das von Toledo erklärte Ziel, etwas Neues, vom bisherigen Indie-Rock-Sound verschiedenes, zu schaffen. Making a Door Less Open orientierte sich stilistisch neben dem Rock auch zunehmend an Electronic Dance Music, Hip-Hop und verwandten Genres.

## Diskografie

### Studioalben
| Jahr | Titel Musiklabel                            | Höchstplatzierung, Gesamtwochen, AuszeichnungChartplatzierungen (Jahr, Titel, Musiklabel, Platzierungen, Wochen, Auszeichnungen, Anmerkungen) | Höchstplatzierung, Gesamtwochen, AuszeichnungChartplatzierungen (Jahr, Titel, Musiklabel, Platzierungen, Wochen, Auszeichnungen, Anmerkungen) | Anmerkungen |
| Jahr | Titel Musiklabel                            | UK | US | Anmerkungen |
| ---- | ------------------------------------------- | --- | --- | --- |
| 2010 | 1 Selbstverlag                              | — | — | Erstveröffentlichung: 1. Mai 2010, als Download auf Bandcamp                                                           |
| 2010 | 2 Selbstverlag                              | — | — | Erstveröffentlichung: 1. Juni 2010, als Download auf Bandcamp                                                          |
| 2010 | 3 Selbstverlag                              | — | — | Erstveröffentlichung: 16. Juli 2010, als Download auf Bandcamp                                                         |
| 2010 | 4 Selbstverlag                              | — | — | Erstveröffentlichung: 16. August 2010, als Download auf Bandcamp                                                       |
| 2011 | My Back Is Killing Me Baby Selbstverlag     | — | — | Erstveröffentlichung: 26. März 2011, als Download auf Bandcamp                                                         |
| 2011 | Twin Fantasy Selbstverlag                   | — | — | Erstveröffentlichung: 2. November 2011, als Download auf Bandcamp, später umbenannt in Twin Fantasy (Mirror to Mirror) |
| 2012 | Monomania Selbstverlag                      | — | — | Erstveröffentlichung: 1. August 2012, als Download auf Bandcamp                                                        |
| 2013 | Nervous Young Man Selbstverlag              | — | — | Erstveröffentlichung: 23. August 2013, als Download auf Bandcamp                                                       |
| 2015 | Teens of Style Matador Records              | — | — | Erstveröffentlichung: 30. Oktober 2015                                                                                 |
| 2016 | Teens of Denial Matador Records             | — | US180 (1 Wo.)US | Erstveröffentlichung: 20. Mai 2016                                                                                     |
| 2018 | Twin Fantasy (Face to Face) Matador Records | UK68 (1 Wo.)UK | US92 (1 Wo.)US | Erstveröffentlichung: 16. Februar 2018                                                                                 |
| 2020 | Making a Door Less Open Matador Records     | — | US184 (1 Wo.)US | Erstveröffentlichung: 1. Mai 2020                                                                                      |
| 2025 | The Scholars Matador Records                | — | — | Erstveröffentlichung: 2. Mai 2025                                                                                      |

### Kompilationen
- 2010: Little Pieces of Paper with "No" Written on Them (Selbstverlag, Bandcamp)
- 2013: Disjecta Membra (Selbstverlag, Bandcamp)

### Livealben
- 2013: Live at WCWM (Selbstverlag, Bandcamp)
- 2016: Spotify Sessions (Spotify)
- 2019: Commit Yourself Completely (Matador Records)

### EPs
- 2010: Sunburned Shirts (Selbstverlag, Bandcamp, nicht mehr abrufbar)
- 2012: Starving While Living (Selbstverlag, Bandcamp)
- 2014: How to Leave Town (Selbstverlag, Bandcamp)
- 2021: MADLO: Remixes (Matador Records)
- 2021: MADLO: Influences (Matador Records)

### Singles
- 2010: Something Soon
- 2011: My Boy (Twin Fantasy)
- 2011: Bodys
- 2012: Los Borrachos (I Don’t Have Any Hope Left, But the Weather Is Nice)
- 2012: Misheard Lyrics (Feat. Nora Knight)
- 2012: Maud Gone
- 2012: Souls
- 2012: Reuse the Cels
- 2013: I Can Play the Piano
- 2013: We Can’t Afford (Your Depression Anymore)
- 2013: Boxing Day
- 2013: Broken Birds (Rest in Pieces)
- 2013: Napoleon (March into Russia)
- 2013: Jerks
- 2013: Plane Crash Blues (I Can’t Play the Piano)
- 2013: I Wanna Sweat
- 2013: Dreams Fall Hard
- 2013: Afterglow
- 2014: America (Never Been)
- 2015: No Passion
- 2015: Something Soon
- 2015: Times to Die
- 2016: Vincent
- 2016: Drunk Drivers/Killer Whales
- 2016: Fill in the Blank
- 2016: Destroyed by Hippie Powers
- 2016: Unforgiving Girl (She’s Not An)
- 2017: War Is Coming (If You Want It)
- 2017: Beach Life-In-Death
- 2018: Nervous Young Inhumans
- 2018: Cute Thing
- 2018: My Boy (Twin Fantasy)
- 2020: Can’t Cool Me Down
- 2020: Martin
- 2020: Hollywood
- 2020: There Must Be More Than Blood